# Distretto di Minami-Saitama
Il distretto di Minami-Saitama (南埼玉郡, Minami-Saitama-gun?) è uno dei distretti della prefettura di Saitama, in Giappone.
Attualmente fanno parte del distretto i comuni di Miyashiro e Shiraoka.
| Controllo di autorità | VIAF (EN) 258736000 · NDL (EN, JA) 00405317 |